# 大塚ベバレジ
大塚ベバレジ株式会社（おおつかベバレジ）は、かつて存在した大塚製薬の連結子会社で、清涼飲料水及び嗜好飲料の製造、輸出入及び販売を行っていた。2008年5月大塚太郎が代表取締役社長に就任。2010年、大塚食品と合併し解散した。

## 概要
自社製品の販売のほか、ネスレマニュファクチャリング（現・ネスレ日本）と提携し、ネスカフェブランドの缶コーヒーの販売も行っていた。
2000年から2003年にかけて、主力商品の一つであるマッチのCMソングを担当していたCHARCOAL FILTERのヴォーカル・大塚雄三は、創業者一族である大塚家の一員。
2010年1月1日付で大塚食品に吸収合併された。

## 主な商品
※ほとんどが大塚食品に継承されている。
- クリスタルガイザー
- 天空烏龍茶
- クールマイヨール
- シンビーノ
- テジャワ
- ビタミンスーマッチ
- ジューシーナ
- ネスカフェ
- レモンズレモン

## 企業広告・CM

### テレビCM
（2009年現在）
- 金城武（シンビーノジャワティ）
- ビヨンセ（クリスタルガイザー）
- 南明奈（ビタミンスーマッチ）
- ピーコ（同上）

### 過去の出演者
- シンビーノジャワティ
  - 三船敏郎
  - 本木雅弘
  - 田中律子
  - 石川亜沙美
  - 二階堂智
  - 藤原紀香
  - 中村獅童
- マッチ
  - 近藤真彦
  - 竹内結子
  - CHARCOAL FILTER
  - ビビアン・スー
  - 寺西一浩
  - 塚本高史
  - 市原隼人
  - 朝倉えりか
  - 関谷彩花・関谷愛里紗
- 十萌茶
  - 田辺誠一
  - 栗山千明
- リフレビィ
  - YUI
- とんがらC
  - 初音映莉子
  - 川瀬良子

など。